# Montagne San Juan
Le montagne di San Juan sono una catena montuosa situata nel Colorado, Stati Uniti d'America.

## Panorama

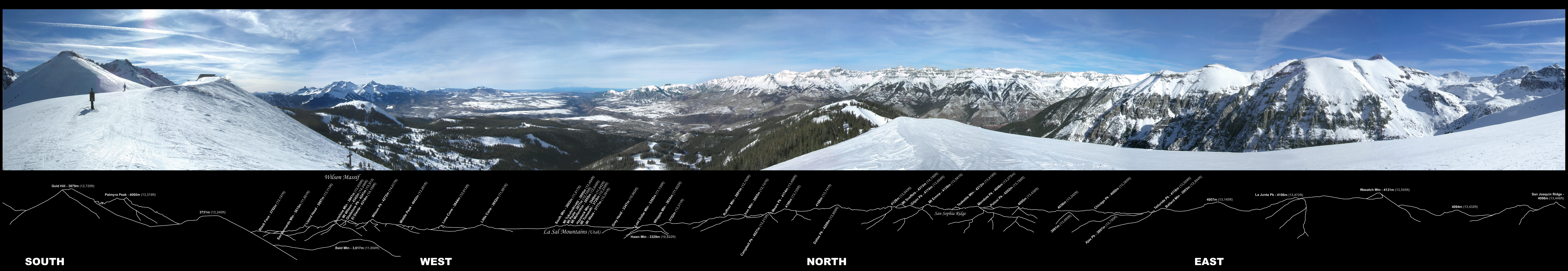
Panorama a 360° delle Montagne San Juan

## Cime più elevate

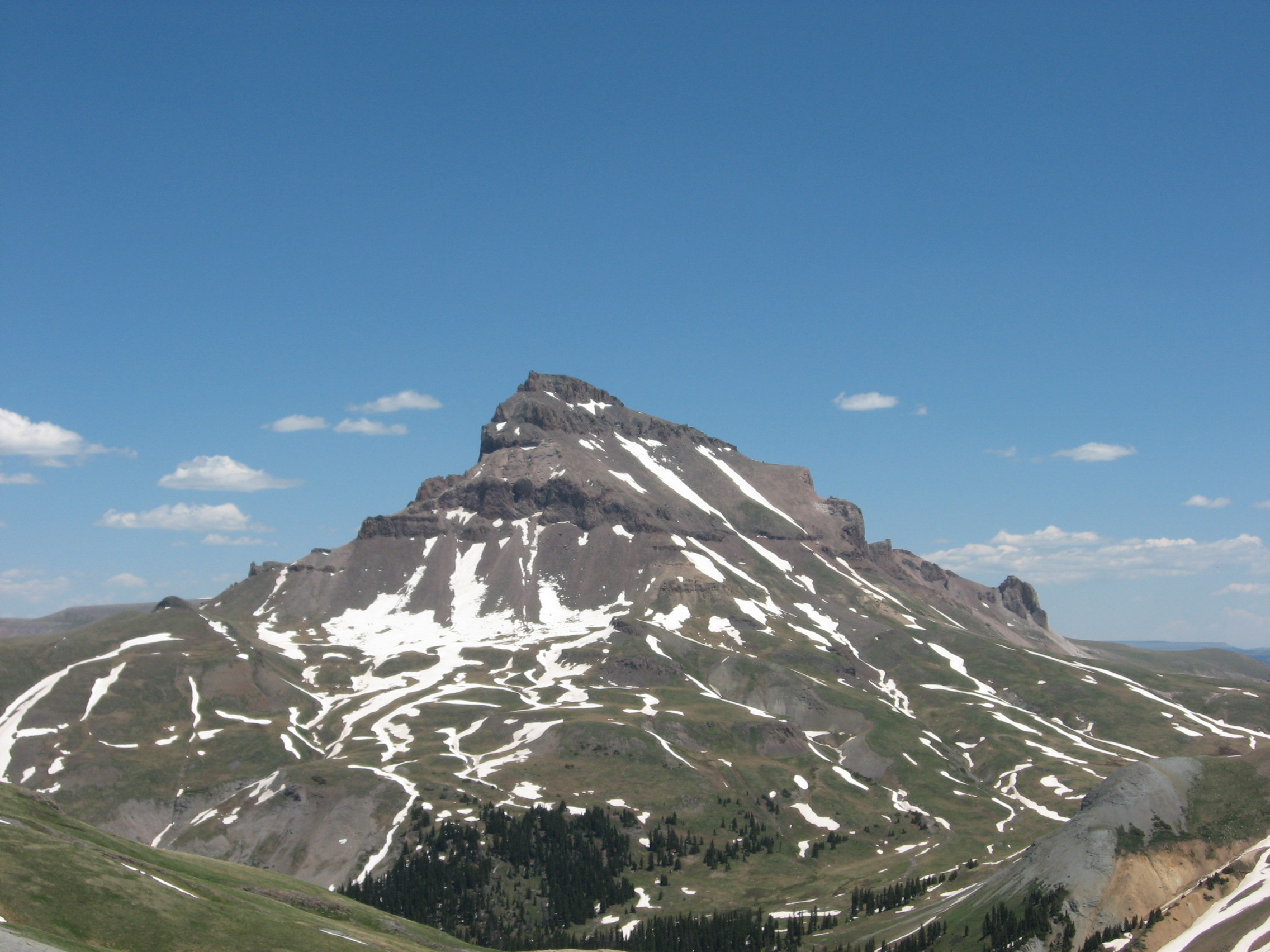
Uncompahgre Peak

- Uncompahgre Peak 4365 m
- Mt. Wilson 4342 m
- El Diente Peak 4315 m
- Mt. Sneffels 4312 m
- Mt. Eolus 4292 m
- Windom Peak 4292 m
- Sunlight Peak 4285 m
- Handies Peak 4281 m
- Redcloud Peak 4277 m
- Wilson Peak 4272 m
- Wetterhorn Peak 4271 m
- San Luis Peak 4271 m
- Sunshine Peak 4267 m